# Procesy endogeniczne
Procesy endogeniczne, procesy wewnętrzne (gr. 'endon', wewnątrz; 'genos', pochodzenie) – procesy geologiczne wywołane energią wnętrza Ziemi. Procesy te powodują przemieszczanie materii w skorupie i górnym płaszczu Ziemi, wpływając na rozmieszczenie i przebieg plutonizmu i wulkanizmu, procesów sejsmicznych, lądotwórczych, górotwórczych itp.
Do procesów endogenicznych zalicza się:
- trzęsienia ziemi – różnego rodzaju pojedyncze wstrząsy lub całe serie drgań skorupy ziemskiej związane z nagłym przemieszczeniem się magmy lub mas skalnych w skorupie ziemskiej;
- wulkanizm – ogół zjawisk związanych z wydobywaniem się magmy na powierzchnię Ziemi.  Polega na wylewaniu magmy na powierzchnię i jej zastyganiu;
- plutonizm – zjawiska plutoniczne obejmują krzepnięcie magmy w skorupie ziemskiej oraz przemiany skał z nią związanych (metamorfizm kontaktowy)
- metamorfizm;
- ruchy izostatyczne – powolne, długotrwałe, pionowe ruchy skorupy ziemskiej spowodowane brakiem równowagi grawitacyjnej między skorupą ziemską a plastyczną astenosferą.Zachodzą na obszarach gdzie zmienił się pionowy nacisk na powierzchnię litosfery;
- ruchy epejrogeniczne (lądotwórcze) – powolne, długotrwałe, pionowe ruchy skorupy ziemskiej spowodowane naciskiem magmy od wewnątrz na litosferę.Zachodzą w starszych częściach litosfery.
- ruchy orogeniczne (górotwórcze) – odpowiedzialne za powstawanie pasm górskich. Są to procesy powolne, trwające miliony lat. Powstają na skutek wędrówki płyt tektonicznych. Badania wykazują, że skały budujące góry fałdowe powstawały w geosynklinach – wielkich podłużnych obniżeniach wypełnianych materiałem osadowym. Materiał ten składa się z ułożonych na przemian piaskowców, margli i łupków i zwany jest fliszem. Spotykamy go w części zewnętrznej wszystkich gór fałdowych. Płyty litosfery, nachodząc na siebie, zamykają głębokie, wypełnione osadami geosynkliny, co powoduje ich sfałdowanie i wyciskanie do góry zgromadzonego materiału osadowego. Z niego oraz z intruzji magmowych towarzyszących temu procesowi powstają góry fałdowe;
- ruchy diktyogeniczne;
- ruchy talasogeniczne, czyli oceanotwórcze;